# Nessia didactyla
Espèce
Synonymes
- Acontias didactylus Deraniyagala, 1934
- Nessia didactylus (Deraniyagala, 1934)

Nessia didactyla est une espèce de sauriens de la famille des Scincidae.

## Répartition
Cette espèce est endémique du Sri Lanka.

## Publication originale
- Deraniyagala, 1934 : Some new fossorial skinks of Ceylon. Ceylon Journal of Science, vol. 18, p. 231-233.